# The Kampong
The Kampong es un jardín botánico de plantas tropicales de 11 acres (32,000 m²) que se encuentra en Coconut Grove, un distrito de la ciudad de Miami, EE. UU. Es uno de los cinco jardines botánicos que integran la asociación sin ánimo de lucro National Tropical Botanical Garden (NTBG).

## Historia
El jardín se nombra con la palabra « Kampong » que proviene del idioma Malayo o del Javanés para designar a una aldea o un grupo de casas, esto se debe a que algunos de los primeros cultivos en esta plantación vinieron de Indo-Malasia, traídos por el reconocido explorador y horticultor David Fairchild, que introdujo estas especies en los Estados Unidos, y "The Kampong" comenzó originalmente como su colección personal de plantas. 
El trabajo y medio de vida de Fairchild era la exploración y colecta de plantas en diversas regiones del planeta. Buscó en todo el mundo las plantas que pudieran ser útiles e introducidas con éxito en los Estados Unidos. 
A lo largo de su vida, Fairchild recolectó con éxito alrededor de 30.000 diversas especies y variedades de plantas que trasladó para su cultivo a los EE. UU. En el transcurso de su trabajo, Fairchild creó un jardín que contuvo muchas de las plantas que obtuvo a través de sus viajes. 
Después de su muerte, la tierra fue comprada por la Dra Catherine Hauberg Sweeney, botánica y conservacionista. La Dra Sweeney mantuvo el jardín de Fairchild siendo el elemento fundamental en su preservación para el uso futuro, asegurando su listado en el registro nacional de lugares históricos. En 1984 Sweeney donó la propiedad al « Pacific Tropical Botanical Garden » de entonces (actualmente National Tropical Botanical Garden).

## Colecciones
Las colecciones de plantas vivas de "The Kampong" incluyen: 
- Plantas productoras de frutas tropicales,
- Palmas,
- Árboles de flor,
- Ficus,
- Aros,
- Colección de bambús.

Este jardín sirve como el campus principal para el NTBG. 
The Kampong está abierto al público visitante en general.